# Česká Televize (ČT)
A Česká televize (röv: ČT) (magyarul: Cseh Televízió; röv: CsT) Csehország állami közszolgálati televíziója. Az akkor még fennálló, de már föderálisan működő csehszlovák állam vezetése 1992. január 1-jén hozta létre. Hat televíziós csatornát tart fenn. 1993 óta az Európai Műsorsugárzók Uniójának (EBU) tagja.

## Története
A Cseh Televízió jogelődje, a Csehszlovák Televízió (Československá televize, ČST) 1953. május 1-jén indult, négy évvel megelőzve ezzel a Magyar Televíziót. Kezdetben csak Prágából sugároztak rendszeresen televízióműsorokat, majd 1956-tól már Pozsonyból is. Kezdetben természetesen fekete-fehérben történt a műsorszórás. Az első színes közvetítés 1970-ben volt, amikor a Csehszlovák Televízió a Magas-Tátrában megrendezett Sí-világbajnokságot közvetítette. Ugyanebben az évben indult el a televízió második csatornája is.
Az 1990-es évek elején a Csehszlovák Televízió – Csehszlovákiához hasonlóan – nagy változásokon ment keresztül. 1990-ben elindult a televízió harmadik csatornája. Ezt 1991-ben a szlovák országrészben egy szlovák csatornával helyettesítették. 1991. december 31-én döntöttek a Csehszlovák Televízió kettéválasztásáról, és 1992. január 1-jén megalapították a Cseh Televíziót és a Szlovák Televíziót. A megállapodások értelmében a két utódnak átmenetileg egy közös, föderális csatornát kellett fenntartania, oda műsorokat készítenie, míg a többi csatornára nem terjedt ki előírás. A szétválasztás 1992. december 31-ére lett teljes, és a Csehszlovák állammal együtt a Csehszlovák Televízió is megszűnt létezni.
A korábban elindított harmadik adás 1994-ben elvesztette a frekvenciáját egy kereskedelmi adóval szemben. Ezt követően a csatornarendben egy évtizedig változás nem történt. 2005. május 2-án indult el a Cseh Televízió új, tematizált hírcsatornája, a ČT24, mely földi sugárzásban csak digitálisan (DVB-T) illetve műholdon keresztül fogható. A Cseh Televízió legújabb csatornája, a ČT4 Sport nevű sportcsatorna, 2006. február 10-én indult el a csatorna neve később ČT Sportra módosult, és a ČT24-hez hasonlóan csak digitálisan és műholdon keresztül fogható.
2015-ben a Cseh Televízió rendezte a Fiatal Táncosok Eurovíziós Versenyét. Ez volt az első alkalom, hogy Csehország adott otthont egy eurovíziós versenynek.

## Korábbi logók

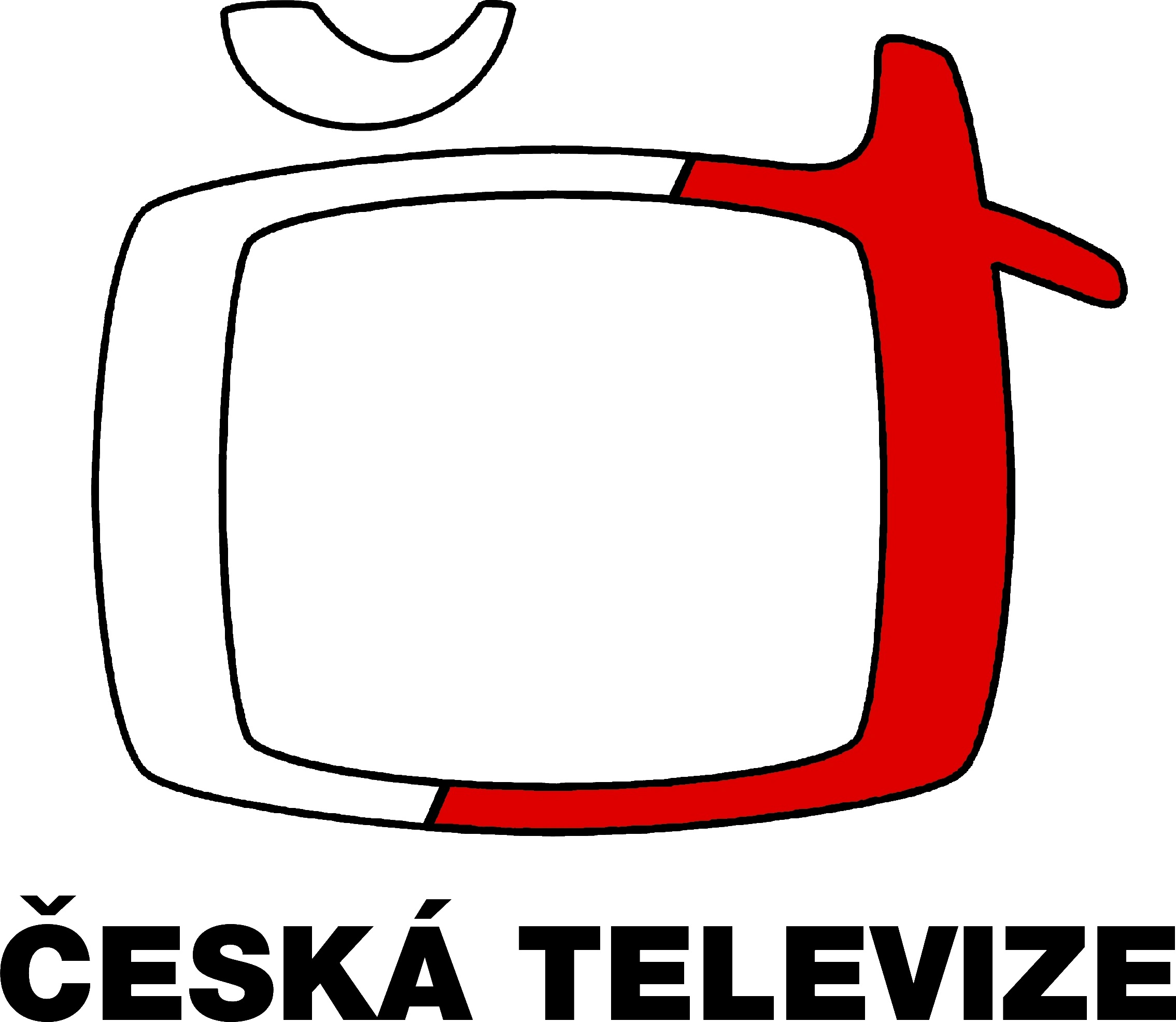
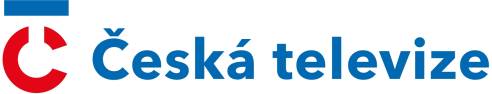
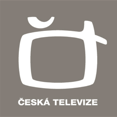

## Televíziócsatornái
| Logó | Név      | Tematika                                     |
| ---- | -------- | -------------------------------------------- |
|      | ČT1      | általános tematikájú                         |
|      | ČT2      | általános tematikájú                         |
|      | ČT24     | hírcsatorna                                  |
|      | ČT sport | sportcsatorna (korábban ČT4 Sport, majd ČT4) |
|      | ČT :D    | gyerekcsatorna                               |
|      | ČT art   | művészeti csatorna                           |